# Teoría unificada de la aceptación y uso de tecnología
La teoría unificada de aceptación y uso de tecnología (unified theory of acceptance and use of technology, UTAUT) es un modelo de aceptación de tecnología formulado por Venkatesh et al. en "User acceptance of information technology: Toward a unified view". El objetivo de esta teoría es explicar las intenciones de los usuarios para utilizar un sistema de información y su comportamiento en el uso subsiguiente. Esta teoría mantiene que hay cuatro constructos clave: 1) expectativa de rendimiento, 2) expectativa de esfuerzo, 3) influencia social, y 4) condiciones facilitadoras. Los tres primeros son determinantes directos de la intención de uso y del comportamiento, y el cuarto es un determinante directo del comportamiento del usuario. Se aplican factores de género, edad, experiencia, y voluntariedad del uso para moderar el impacto de las cuatro constructos clave.
La teoría se desarrolló mediante la revisión y consolidación de los constructos de ocho modelos que se habían empleado en  investigaciones previas para explicar el comportamiento de uso de sistemas de información (teoría de acción razonada, modelo de aceptación de la tecnología, modelo motivacional, teoría de comportamiento previsto, teoría combinada de comportamiento previsto/modelo de aceptación de tecnología, modelo de uso de ordenador personal, teoría de difusión de innovaciones, y teoría cognitiva social). La validación subsiguiente en un estudio longitudinal demostró que se cumplía en un 70% de varianza en Intención Conductista de Uso y aproximadamente un 50% en uso real.

## Aplicaciones
- Koivumäki et al. estudiaron las percepciones de 243 individuos en el norte de Finlandia sobre  tecnología y servicios móviles, y encontraron que el tiempo que pasaron utilizando los dispositivos no afectó a las percepciones del consumidor, pero que la familiaridad con los dispositivos y las habilidades de los usuarios sí tuvieron un impacto.[3]
- Eckhardt et al. aplicaron la teoría para estudiar la influencia social de grupos de referencia (superiores, colegas) en el puesto de trabajo sobre la intención de adoptar tecnología. Se realizó sobre 152 compañías alemanas, y se encontró que la influencia social en el puesto de trabajo de estos refererentes tenía un notable impacto en la adopción de tecnología de la información.[4]
- Curtis et al. lo aplicaron a la adopción de medios sociales por parte de 409 organizaciones estadounidenses sin ánimo de lucro. La teoría no había sido aplicado anteriormente al uso de medios de comunicación en relaciones públicas. Encontraron que las organizaciones con departamentos de relaciones públicos bien establecidos y definidos eran más proclives a adoptar tecnologías de medios sociales y utilizarlas para conseguir sus objetivos organizativos. Las mujeres consideraron que los medios eran beneficiosos, mientras que los hombres exhibieron más confianza en el uso activo de los mismos.[5]
- Verhoeven et al. utilizaron la teoría para estudiar la frecuencia de uso del ordenador en 714 universitarios belgas, y encontraron que también era útil para explicar frecuencias variables de uso de ordenador y diferencias en las habilidades en usar las tecnologías de la información y de la comunicación en la escuela secundaria y en la universidad.[6]

## Extensiones de la teoría
- Lin y Anol propusieron un modelo extendido de esta teoría, que incluía la influencia del apoyo o soporte social en línea en el uso de tecnología de información de red. Estudiaron un grupo de 317 estudiantes no graduados en Taiwán con respecto al soporte social en línea para usar mensajería instantánea, y encontraron que la influencia social juega un importante papel que afecta al citado soporte.[7]
- Sykes et al. propusieron un modelo de aceptación con soporte por pares, integrando investigaciones previas sobre adopción individual con investigación sobre redes sociales en organizaciones. Condujeron un estudio de tres meses sobre 87 empleados en una organización, y encontraron que estudiar el constructo de la red social puede ayudar en la comprensión de nuevos usos del sistema de información.[8]
- Wang, Wu, y Wang añadieron dos nuevos constructos (entretenimiento percibido y autogestión del aprendizaje) en su estudio de determinantes de aceptación del aprendizaje móvil sobre 370 individuos de Taiwán, y encontraron que en todos los encuestados estos determinantes eran significativos de la intención de comportamiento para utilizar aprendizaje móvil.[9]
- Wang y Wang ampliaron la teoría en su estudio de 343 individuos de Taiwán para determinar diferencias de género en la aceptación de Internet móvil. Añadieron tres constructos (Entretenimiento percibido, valor percibido, y eficacia de ordenador de tamaño de mano), y escogieron la intención conductista como variable dependiente. Omitieron el comportamiento de uso, las condiciones facilitadoras y la experiencia. Dado que los dispositivos fueron usados en un contexto voluntario, y que la edad de los usuarios rondaba entre los 20 y los 35 años, omitieron la voluntariedad y la edad. El valor percibido tuvo una significativa  influencia en la intención de adopción, y la eficacia del ordenador de mano jugó un papel clave para pronosticar la aceptación de Internet móvil. El entretenimiento percibido, en cambio, no tuvo una influencia fuerte en intención de comportamiento, aunque pudo haberse debido a cuestiones de calidad del servicio o de la comunicación de red.[10]

## Críticas a la teoría
- Bagozzi criticó el modelo y sus extensiones, afirmando  que “UTAUT es una presentación  bien intencinada y reflexiva,” pero que  presenta un modelo con 41 variables independientes para pronosticar intenciones y al menos otras 8 variables independientes para pronosticar comportamiento,”y que ello ha contribuido a que el estudio de adopción de tecnología “llegue a un estado de caos.”  Propone en su lugar una teoría unificada que cohesione “tantas ramas de conocimiento” para explicar las decisiones que se toman.[11]
- Van Raaij y Schepers criticaron el UTAUT por ser menos parsimonioso que el Modelo de Aceptación de Tecnología y que TAM2, ya que su nivel más alto sólo se alcanza cuando se moderan las relaciones claves con hasta cuatro variables.  También señalaron que la agrupación y etiquetado de elementos y de los constructos resulta problemática porque se combina una variedad de elementos diferentes para reflejar un único constructo psicométrico.[12]